# Ronde van Murcia 2014
De 34e editie van de wielerwedstrijd Ronde van Murcia werd gehouden op 1 maart 2014. De start was in Beniel, de finish in Lorca. De wedstrijd maakte deel uit van de UCI Europe Tour 2014, in de categorie 1.1. Winnaar in 2013 was de Spanjaard Daniel Navarro. Dit jaar won zijn landgenoot Alejandro Valverde.

## Deelnemende ploegen
| WorldTour | ProContinentaal      | Continentaal             | Nationaal  |
| --------- | -------------------- | ------------------------ | ---------- |
| Movistar  | Caja Rural           | Burgos-BH                | Spanje U23 |
|           | CCC Polsat Polkowice | Euskadi                  |            |
|           | Cofidis              | ActiveJet Team           |            |
|           | NetApp-Endura        | Ecuador                  |            |
|           |                      | Efapel-Glassdrive        |            |
|           |                      | Keith Mobel-Partizan     |            |
|           |                      | Louletano-Dunas Douradas |            |

## Verloop
De koers werd gekleurd door een vlucht van zeven renners. De Fransman Romain Hardy, de Italiaan Cesare Benedetti, de Pool Marek Rutkiewicz, de Spanjaard Luis Mas, de Pool Łukasz Bodnar, de Spanjaard Enrique Sanz en de Chileen Carlos Oyarzún reden een maximale voorsprong van de vier minuten bij elkaar, maar al op zestig kilometer voor het einde volgde een hergroepering.
Een demarrage van Alejandro Valverde  brak de wedstrijd weer open. Hij kreeg gezelschap van de Fransman Jérôme Coppel. De voorsprong groeide al snel naar meer dan een minuut. CCC Polsat Polkowice voerde in het peloton de achtervolging aan in dienst van kopman Davide Rebellin. Op ongeveer 15 kilometer van het einde werden de twee bijgehaald, waardoor er een groep van ongeveer veertig renners ontstond. Op de slotklim Fortaleza del Sol reageerde Valverde alert op een aanval van Tiago Machado. In de slotkilometer liet Valverde de Portugees achter zich.

## Rituitslag
| Ronde van Murcia 2014 |                         |                          |          |
| Plaats                | Naam                    | Ploeg                    | Tijd     |
| Winnaar               | Alejandro Valverde      | Movistar                 | 5u06'53" |
| 2                     | Tiago Machado           | NetApp-Endura            | + 3"     |
| 3                     | Davide Rebellin         | CCC Polsat Polkowice     | z.t.     |
| 4                     | Luis Ángel Maté         | Cofidis                  | + 5"     |
| 5                     | José Joaquín Rojas      | Movistar                 | + 7"     |
| 6                     | Rubén Fernández         | Caja Rural               | z.t.     |
| 7                     | José Mendes             | NetApp-Endura            | + 9"     |
| 8                     | David Arroyo            | Caja Rural               | z.t.     |
| 9                     | Miguel Mínguez          | Euskadi                  | z.t.     |
| 10                    | Daniel Navarro          | Cofidis                  | + 14"    |
| 11                    | Pablo Lechuga           | Euskadi                  | + 17"    |
| 12                    | Sérgio Sousa            | Efapel-Glassdrive        | z.t.     |
| 13                    | Víctor Martín           | Burgos-BH                | + 19"    |
| 14                    | Yoann Bagot             | Cofidis                  | + 21"    |
| 15                    | Iker Camaño             | NetApp-Endura            | + 22"    |
| 16                    | Bruno Silva             | Efapel-Glassdrive        | z.t.     |
| 17                    | Jorge Martín Montenegro | Louletano-Dunas Douradas | z.t.     |
| 18                    | Vicente Rubio           | Louletano-Dunas Douradas | + 30"    |
| 19                    | Paweł Franczak          | ActiveJet                | + 40"    |
| 20                    | Igor Merino             | Burgos-BH                | + 45"    |
|                       |                         |                          |          |
| 76                    | Edwig Cammaerts         | Cofidis                  | + 21'03" |

1981 · 1982 · 1983 · 1984 · 1985 · 1986 · 1987 · 1988 · 1989 · 1990 · 1991 · 1992 · 1993 · 1994 · 1995 · 1996 · 1997 · 1998 · 1999 · 2000 · 2001 · 2002 · 2003 · 2004 · 2005 · 2006 · 2007 · 2008 · 2009 · 2010 · 2011 · 2012 · 2013 · 2014 · 2015 · 2016 · 2017 · 2018 · 2019 · 2020 · 2021 · 2022 · 2023 · 2023 · 2024 · 2025
Etappewedstrijden

 Ster van Bessèges ·
 Ronde van de Middellandse Zee ·
 Ruta del Sol ·
 Ronde van de Algarve ·
 Ronde van de Haut-Var ·
 Driedaagse van West-Vlaanderen ·
 Internationale Wielerweek ·
 Internationaal Wegcriterium ·
 Driedaagse van De Panne-Koksijde ·
 Ronde van de Sarthe ·
 Ronde van Trentino ·
 Ronde van Turkije ·
 Vierdaagse van Duinkerke ·
 Ronde van Azerbeidzjan ·
 Szlakiem Grodów Piastowskich ·
 Ronde van Castilië en León ·
 Ronde van Picardië ·
 Ronde van Noorwegen ·
 World Ports Classic ·
 Ronde van Beieren ·
 Ronde van België ·
 Tour des Fjords ·
 Ronde van Estland ·
 Ronde van Luxemburg ·
 Boucles de la Mayenne ·
 Ster ZLM Toer ·
 Ronde van Slovenië ·
 Route du Sud ·
 Ronde van Oostenrijk ·
 Sibiu Cycling Tour ·
 Ronde van Wallonië ·
 Ronde van Portugal ·
 Ronde van Denemarken ·
 Ronde van de Ain ·
 Ronde van Burgos ·
 Arctic Race of Norway ·
 Ronde van de Limousin ·
 Ronde van Poitou-Charentes ·
 Ronde van Groot-Brittannië ·
 Ronde van Gévaudan Languedoc-Roussillon ·
 Eurométropole Tour
Eendaagse wedstrijden

 GP La Marseillaise ·
 Grote Prijs van de Etruskische Kust ·
 Trofeo Palma ·
 Trofeo Ses Salines ·
 Trofeo Serra de Tramuntana ·
 Trofeo Platja de Muro ·
 Trofeo Laigueglia ·
 Ronde van Murcia ·
 Omloop Het Nieuwsblad ·
 Classic Sud Ardèche ·
 GP Lugano ·
 Clásica de Almería ·
 Kuurne-Brussel-Kuurne ·
 La Drôme Classic ·
 Le Samyn ·
 GP Città di Camaiore ·
 Strade Bianche ·
 Roma Maxima ·
 Ronde van Drenthe ·
 Dwars door Drenthe ·
 Nokere Koerse ·
 GP Nobili Rubinetterie ·
 Handzame Classic ·
 Classic Loire-Atlantique ·
 Grote Prijs van Cholet-Pays de Loire ·
 Dwars door Vlaanderen ·
 Route Adélie de Vitré ·
 Volta Limburg Classic ·
 Grote Prijs Miguel Indurain ·
 Ronde van La Rioja ·
 Scheldeprijs ·
 GP Cerami ·
 Klasika Primavera ·
 Parijs-Camembert ·
 Brabantse Pijl ·
 GP Denain ·
 Ronde van de Finistère ·
 Tro Bro Léon ·
 Ronde van Keulen ·
 La Roue Tourangelle ·
 Rund um den Finanzplatz Eschborn-Frankfurt ·
 Ronde van de Somme ·
 ProRace Berlin ·
 Grote Prijs van Plumelec ·
 Boucles de l'Aulne ·
 Ronde van Zeeland Seaports ·
 GP Kanton Aargau ·
 Ronde van Limburg ·
 Ronde van de Apennijnen ·
 Halle-Ingooigem ·
 Prueba Villafranca de Ordizia ·
 GP Industria & Artigianato-Larciano ·
 Ronde van Toscane ·
 Circuito de Getxo ·
 Polynormande ·
 RideLondon Classic ·
 GP Stad Zottegem ·
 Arnhem-Veenendaal Classic ·
 Châteauroux Classic de l'Indre ·
 Druivenkoers Overijse ·
 Brussels Cycling Classic ·
 GP Fourmies ·
 Ronde van de Doubs ·
 GP Jef Scherens ·
 Coppa Bernocchi ·
 GP van Wallonië ·
 Coppa Agostoni ·
 Ronde van de Drie Valleien ·
 Kampioenschap van Vlaanderen ·
 Grote Prijs Impanis-Van Petegem ·
 Memorial Marco Pantani ·
 GP Industria & Commercio di Prato ·
 GP van Isbergues ·
 Omloop van het Houtland ·
 Duo Normand ·
 Milaan-Turijn ·
 Ronde van het Münsterland ·
 Ronde van de Vendée ·
 Memorial Frank Vandenbroucke ·
 Coppa Sabatini ·
 Parijs-Bourges ·
 Ronde van Emilia ·
 Parijs-Tours ·
 GP Beghelli ·
 Nationale Sluitingsprijs ·
 Chrono des Nations